# 庞恰特雷恩湖堤道

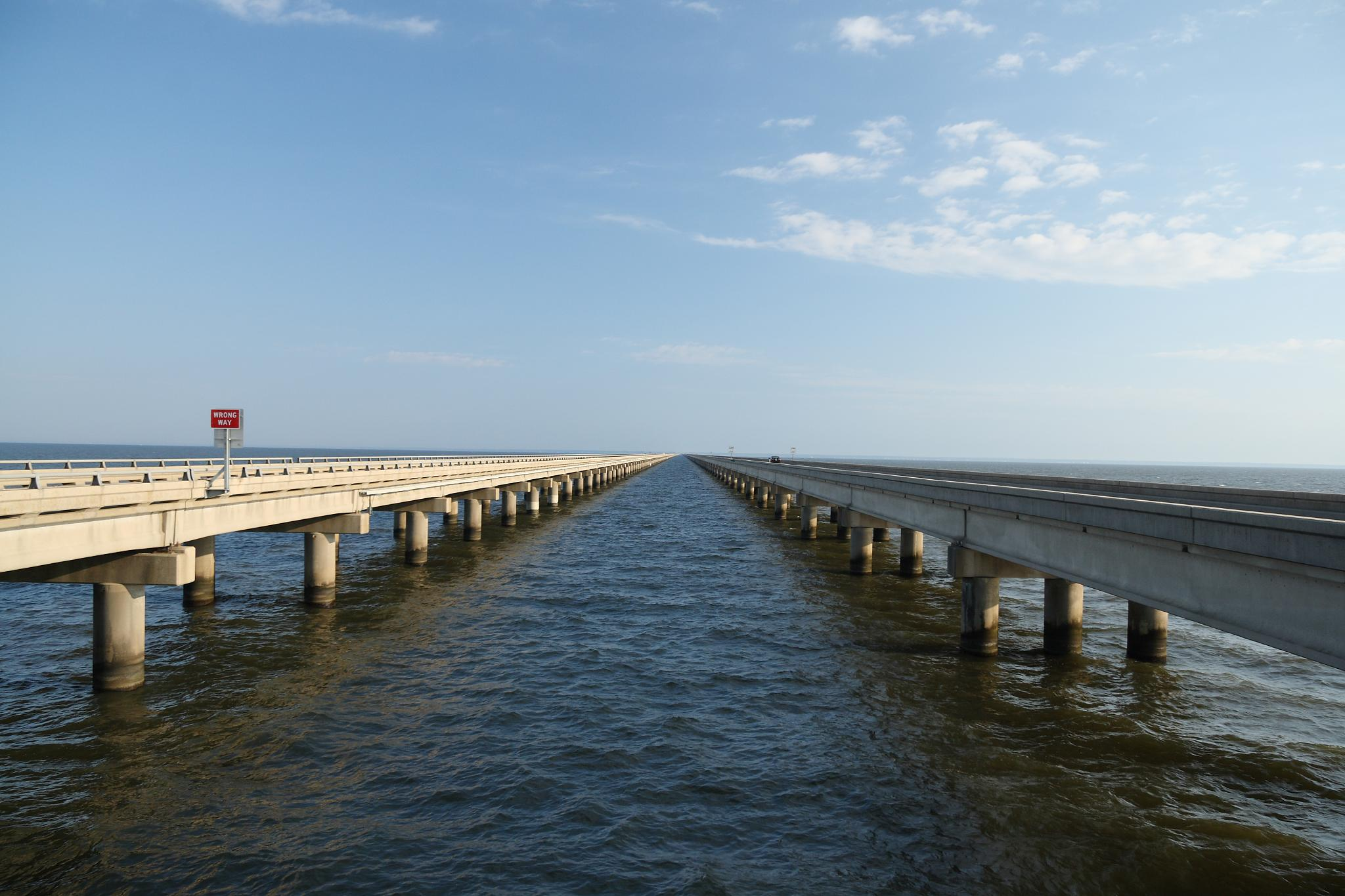
庞恰特雷恩湖堤道

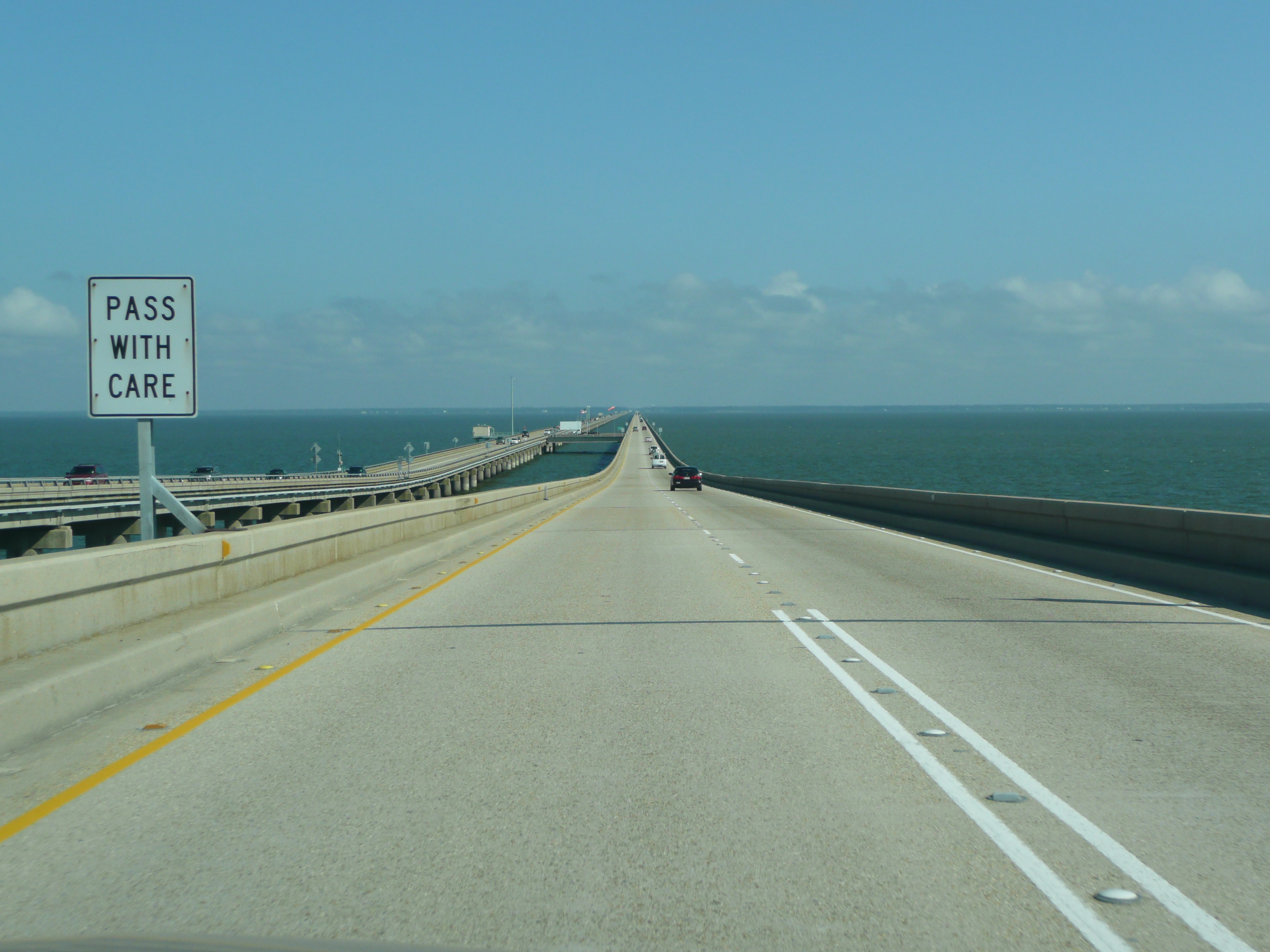
桥面上

庞恰特雷恩湖堤道（英語：Lake Pontchartrain Causeway）位于美国路易斯安那州庞恰特雷恩湖上，該湖為海水湖故被定義為跨海桥，连接新奥尔良和曼德韋爾，全长38.4公里。
曾被认为是世界上最长的跨海桥而收录在金氏世界紀錄大全中，2011年中国青岛胶州湾大桥完工通车退居世界第二。
庞恰特雷恩湖堤道由两座平行桥梁组成，其中1号桥1956年建成通车，2号桥1969年建成通车，2号桥比1号桥约长16米，为38,442米。大桥原来双向收取通行费1.5美元，1999年5月为缓和交通堵塞，改为单向收取3美元通行费。
2005年8月，在遭到卡特里娜飓风袭击后，大桥虽也受损，但损害几乎全在较老的1号桥，且大桥的基础仍然是完好的。由于飓风摧毁了10號州際公路，庞恰特雷恩湖堤道成为救援队伍进入新奥尔良的主要通道。